# New Waltham
New Waltham – wieś w Anglii, w hrabstwie ceremonialnym Lincolnshire, w dystrykcie (unitary authority) North East Lincolnshire. Leży 46 km na północny wschód od Lincoln i 224 km na północ od Londynu.